# Rejon żabinecki
Rejon żabinecki (biał. Жа́бінкаўскі раён, Żabinkauski rajon, ros. Жа́бинковский райо́н, Żabinkowskij rajon) – rejon w południowo-zachodniej Białorusi, w obwodzie brzeskim. Graniczy z rejonami: brzeskim, kamienieckim, kobryńskim i małoryckim. Powstał 15 stycznia 1940 r., ale został rozwiązany 8 sierpnia 1959 r., ponownie utworzony 30 lipca 1966 r. Składa się z siedmiu sielsowietów.

## Geografia
Rejon żabinecki ma powierzchnię 684,17 km². Lasy zajmują powierzchnię 120,72 km², bagna 12,09 km², obiekty wodne 27,86 km².

## Demografia
Liczba ludności:
- 1971: 25 300
- 1994: 25 700
- W 2009 roku rejon zamieszkiwało 25 031 osób, w tym 13 084 w osiedlu typu miejskiego i 11 947 na wsi[2].
- 1 stycznia 2010 roku rejon zamieszkiwało ok. 25 000 osób, w tym ok. 13 100 w osiedlu typu miejskiego i ok. 11 900 na wsi[3].

## Podział administracyjny
W skład rejonu wchodzą miasto Żabinka oraz 7 następujących sielsowietów:
- Chmielewo
- Krzywlany
- Leninski
- Oziaty
- Rokitnica
- Stepańki
- Żabinka